# Geranium seemannii
Geranium seemannii es una especie botánica perteneciente a la familia de las geraniáceas.

## Descripción
Es una hierba que alcanza un tamaño de hasta 1 m de altura que crece erguida o rastrera. Su tallo presenta pelos cortos. Las hojas son de forma circular, con tres a cinco hendiduras, tienen un  largo peciolo y están cubiertas de pelos largos y suaves. Las flores son pequeñas y de color rosa, blanco o lila. Los frutos tienen un pico y están divididos en cinco partes.

## Distribución y hábitat
Se le supone originaria de México y Guatemala. Habita en climas semiseco y templado de los 1000 y hasta los 3900 metros, y crece en terrenos de cultivo abandonados, a orillas de los caminos, asociada al bosque mesófilo de montaña, de encino, de pino, mixtos de pino-encino y de juníperos.

## Propiedades
Se le utiliza principalmente para tratar el dolor de estómago, la bilis y los cólicos por coraje; también se le utiliza como purgante empleando el cocimiento de toda la planta junto con hierba dulce (Lippia dulcis), gobernadora (Lantana camara), estafiate (Artemisia ludoviciana ssp. mexicana), sauco (Sambucus mexicana), tochomite (Hamelia patens), ruda (Ruta chalepensis), kahtibe (Trichilia havanensis), tomate (Physalis aequata), epazote de zorrillo (Dysphania graveolens) y yanakoni (Tibouchina mexicana). Otras enfermedades digestivas en las que se le aprovecha son contra la diarrea, en el dolor de muelas y la inflamación del estómago.
Las hojas, el tallo y las flores secas y molidas, se espolvorean a manera de talco sobre la parte afectada en casos de urticaria, escaldadura de los niños, en el trasero de bebés y granos de sarna.

## Taxonomía
Geranium seemannii fue descrita por Reinhard Gustav Paul Knuth y publicado en Das Pflanzenreich IV. 129(Heft 53): 215. 1912.
Etimología
Geranium: nombre genérico que deriva del griego: geranion, que significa "grulla", aludiendo a la apariencia del fruto, que recuerda al pico de esta ave.
seemannii: epíteto otorgado en honor de Berthold Carl Seemann (1825-1871), botánico de origen alemán, colector de plantas medicinales y explorador.
Sinonimia
- Geranium regale Rydb.
- Geranium seemannii var. macranthum Briq.
- Geranium seemannii var. minoriflorum Briq.[4]
- Geranium culminicola H.E. Moore
- Geranium guatemalense R. Knuth
- Geranium pulchrum C.V. Morton
- Geranium repens H.E. Moore[2]

## Nombre común
Guía, malva, mano de gato, mano de león, pata de oso, pata de león.